# シルヴァー・アンド・ゴールド
| 専門評論家によるレビュー | 専門評論家によるレビュー |
| レビュー・スコア         | レビュー・スコア         |
| 出典                     | 評価                     |
| ------------------------ | ------------------------ |
| AllMusic                 | [ 2 ]                    |
| Robert Christgau         | C+                       |

『シルヴァー・アンド・ゴールド』（Silver & Gold）は、2000年4月25日にリリースされたカナダ／アメリカのミュージシャン、ニール・ヤングの25枚目のスタジオ・アルバム。これまでのアルバム『カムズ・ア・タイム』、『ハーヴェスト・ムーン』、後の『プレーリー・ウインド』同様、ヤングとの共演歴の長いナッシュヴィルのミュージシャンをバックバンドに迎え、アコースティックな演奏を中心に収録している。

## 作詞作曲
このアルバムの大部分は、H.O.R.D.E.フェスティバルのクレイジー・ホースとのツアーの後、1990年代後半に書かれ、レコーディングされた。ヤングは、バンド演奏のボリュームの後、静かな曲を書いたり演奏したりすることを楽しんでいた。彼は2000年3月のラジオ・インタビューでこう語っている： 「フロリダのどこかのバスの中で（「Good to See You 」を）書いたんだ。雷雨で、HORDEツアーが演奏されていたんだ。それで、30分くらいシャットダウンしなければならなかったんだ。それで僕はバスに行って、一番後ろにいた。クレイジー・ホースと一緒に演奏して、叫んで、叫んで、叫び続けたから。だから声は本当に小さかった。それで何曲か書いたんだ。「Good to See You」もそのひとつ。そして 「Without Rings」 もだ」

収録曲のうち2曲は1980年代初期のもの。タイトル曲の「Silver and Gold」は1981年のもので、「Razor Love」は1984年1月に初めてレコーディングされた。2000年3月のラジオ・インタビューで彼が説明したように、「シルヴァー・アンド・ゴールド」を満足のいく形で録音することは、何年もの間、ヤングには難しかった：
「シルバー・アンド・ゴールド」は1981年か82年に書いたと思う。何度かレコーディングしたんだ。何通りか試したよ。とてもいい曲だった。ギターと一緒に生きているような感じなんだ。ただそこにある。この曲はいつも、1回目はうまくいって、いい音になるんだ。そして2回目にやると、なんでまたやるんだ？もうやったじゃないか。単純なことなんだけど、1回目はうまくできても、バンドがそれを理解するころには、僕にはとても作為的に聞こえてしまって、絶対にできないんだ。だから、いろんな人といろんな編成で合計11回はレコーディングしたと思う。どれも聴くに値しないものばかりだった。でも、この曲は最終的に原点に戻って、ギターを持って演奏して、『これだ』って言ったんだ。だって、僕はこの曲が大好きだし、今この曲を感じているし、今の僕にとって何か意味があるんだ。それで、そのままやったんだ。数年前のHORDEツアーから戻ってきたとき、スタジオに入り、座って、戻って2日目にこの曲を作ったんだ」
「Good To See You "はHORDEのツアー中に書かれた曲で、長い間離れていた家に戻ってきたときの気持ちを反映している。
オールド・ウェイズで最初にレコーディングされた 「Silver & Gold 」は、人間関係の価値を物質的なものに例えている。ヤングはこう言っている。「私を見て、私は本当にいっぱいいっぱいだと言えるかもしれない。でも、そのほとんどがいかに役立たずかということに気づかされたんだ」
「Daddy Went Walkin'」は、オンタリオで育ったヤングの思い出と、離婚した両親の子供として育った思い出からインスパイアされた：
「私の父でもあなたの父でもない。ただの父親なんだ。私の両親のように、伴侶を亡くした、あるいは何年も前に離婚したような年老いた人たちを見ているんだ。片方が死んで、もう片方はまだここにいて、新しい伴侶と一緒にいる。でも子供たちは、本当の両親がまた一緒になると思っている。あなたはそれを望んでいるのか？あなたは両親が一緒にいるところを見たい。だから、両親が一緒にいなくても、いつか一緒になれるかもしれない。私はトロントから100マイルほど離れた湖畔にあるオメミーというところに住んでいた。本当に土臭いで美しい小さな町で、人口700人のカナダの町。カナダの町で、人口700人。家の裏に2エーカーの土地があって、小さな納屋とガレージとロフトがあった。その裏の草むらを歩くと、小さな小川が流れていて、カエルを捕まえたりしたものさ。裏には線路があって、昔は汽車が通っていて、蒸気機関車とかが走っていた。線路の上にコインを置いて、耳を下にしてね。列車が角を曲がる前に、レールの上を走ってくる音が聞こえたんだ。そういうこともあったね。それから、アイルランドにしばらく住んでいた父を最後に訪ねた時、彼は私たちを野原に散歩に連れて行ってくれた。そして、彼は私たちにこのようなものをすべて見せてくれた。そして、私たちはこのような茂みの中を通り抜け、金網のフェンスやその他もろもろのものを乗り越えたんだ。それもそこにあるんだ。」
「バッファロー・スプリングフィールド・アゲイン』は、翌年にリリースされたバッファロー・スプリングフィールドのボックス・セットをコンパイルしていたヤングの記憶に新しいバンド時代の思い出と、最近のCSNYとの再会からインスパイアされた。CSN&Yがクールなのは、スティーヴンと私に、当時やっていたことを遊びながら、さらに別のレベルに引き上げるチャンスを与えてくれることだ。彼がボックス・セットの制作のために牧場に来たとき、私たちふたりはすべてが途切れてしまったような気がして、最後はちょっと憂鬱だった。私たちにはもっとやるべきことがたくさんあったのだ。」
「The Great Divide」は、人間関係の浮き沈みを地理的な比喩で表現した悲しい曲だ。
Horseshoe Man」の歌詞は、壊れた人間関係を修復するキューピッドのような人物を描いている。「彼は頼りになる人、物事を面白くしてくれる人。彼は壊れた心を直してくれる。彼は物事を揺さぶってくれる」
「レッド・サン」は、アイルランドにいるヤングの父親を訪ねたときにインスピレーションを得た。「この曲は本当に新鮮な日に書いたんだ。頭の中がいい感じで、とてもオープンだった。この曲を作ったとき、私はひとりでいて、最後には泣いていたのを覚えている。とても感情的だった」
「Razor Love」は1984年1月にシンクラヴィアで録音された。その歌詞は、愛について描写している。「それはすべてをきれいに切り裂くような愛だ」この 「greedy hand（貪欲な手）」という表現は、ヤングが当時所属していたレコード会社ゲフェンとの関係に悩んでいたことに着想を得たものだろう。
「Without Rings」は、「アコースティック・ソロ・アルバムを作ろうと思っていた頃、最初にレコーディングした曲のひとつ。フロリダのエバーグレーズの真ん中にある変な遊園地で、バスの後部座席で書いた曲だ。大きな新聞紙にフェルト・チップで書いたんだ。新聞紙にフェルト・チップ・マーカーで書いたという点では、『ミスター・ソウル』に似ている」

## レコーディング
アルバムのレコーディングは、1997年のHORDEツアー終了後から1999年の夏までの2年間に及んだ。その間、ヤングはクレイジー・ホースとプロデューサーのリック・ルービンと共にエレクトリック・アルバムのレコーディングを試みた。ヤングはまた、おもちゃの楽器でアルバムをレコーディングするアイデアも考えていた： 
「アコースティカというアコースティック・アルバムを作ろうとしていたんだけど、そのためにアイデアを練り、たくさんのレコーディングをした。そして、音楽の異なる質感を得るために、本当に接近しようとした。でも、求めていたものは得られなかった。またいつかやってみようと思っている」
最終的に、ヤングは自身の牧場でアルバムをレコーディングし、彼とベン・キースがプロデューサーを務めた。いくつかの曲ではエミルー・ハリスとリンダ・ロンシュタットがバッキング・ヴォーカルを務めている。ヤングは 「Red Sun」のヴォーカルについてこう語っている： 「エミルー・ハリスの声を聴き続けて、最終的にはツーソンのリンダ・ロンシュタットの家に持って行ったんだ。結局、彼女たちはこのアルバムの多くの曲で歌うことになったんだけど、この曲には本当に心を打たれたよ。この曲には少し宗教的な要素が含まれていて、特にエミルーの声はそれに適しているんだ」
このアルバムは、前年にリリースされたCSNYのアルバム『ルッキング・フォワード』と同時にレコーディングされた。「Looking Forward」、「Slowpoke」、「Out of Control」の3曲は、最初『Silver & Gold』への収録が検討されていた。ヤングは、バンドにアルバムを見直してもらい、グループでの取り組みにより適した曲を選ぶことを許可した。ヤングは、これらの曲を共有することで、残りの曲の曲順がよりまとまりのあるアルバムになることを発見した：
「彼らが僕の曲の中から選んでくれたのは、僕が『シルヴァー・アンド・ゴールド』のためにレコーディングした曲で、僕の曲の中から3曲を選んでくれたんだ。とてもいい曲に仕上がったと思う。彼らの歌い方とか、すべてが気に入っている。僕にはすごくいいように聞こえた。面白いことに、これらの曲がミックスから外され、他の曲から外されたとき、残された曲は......曲数が多すぎたんだ。もともとシルバー＆ゴールドには曲が多すぎたんだ。みんな苦労していて、お互いを押さえつけているような状態だった。CSNがその3曲を選んでくれて、残りの10曲か11曲が私に残されたとき、それらが突然うまくいったんだ。それをまとめるのに必死だったから、本当に素晴らしい気分だった。その3曲を取り出したら、あとは全部が残った。つまり、聴きたい曲を順番に書き出しただけなんだ。曲順は正しかった。曲順は正しかった。すべてが正しかった。だから、何かを与えれば何かを返してもらえるという、本当に正しい何かがあったんだ。分かち合いのご褒美というか。わからないけど。いい気分だよ」

## リリース
アルバム・アートは、ニールの娘アンバーがゲームボーイのポケットカメラで撮影した写真。
米国盤にはHDCDエンコーディングが採用されている。

## トラックリスト
全作曲、ニール・ヤング
| #   | タイトル                                                                    | 作詞 | 作曲・編曲 | 時間 |
| --- | --------------------------------------------------------------------------- | ---- | ---------- | ---- |
| 1.  | 「Good to See You」(再会)                                                   |      |            | 2:48 |
| 2.  | 「Silver & Gold」(シルヴァー・アンド・ゴールド)                             |      |            | 3:17 |
| 3.  | 「Daddy Went Walkin'」(父の面影)                                            |      |            | 4:02 |
| 4.  | 「Buffalo Springfield Again」(バッファロー・スプリングフィールド・アゲイン) |      |            | 3:21 |
| 5.  | 「The Great Divide」(ザ・グレイト・ディバイド)                              |      |            | 4:32 |
| 6.  | 「Horseshoe Man」(ホースシュー・マン)                                       |      |            | 3:59 |
| 7.  | 「Red Sun」(レッド・サン)                                                   |      |            | 2:46 |
| 8.  | 「Distant Camera」(ディスタント・カメラ)                                    |      |            | 4:06 |
| 9.  | 「Razor Love」(レイザー・ラヴ)                                              |      |            | 6:29 |
| 10. | 「Without Rings」(ウィズアウト・リングス)                                   |      |            | 3:42 |

## 参加ミュージシャン
- ニール・ヤング - ギター、ピアノ、ハーモニカ、ヴォーカル、プロダクション
- ベン・キース - ペダル・スティール・ギター、ヴォーカル、プロダクション
- スプーナー・オールダム - ピアノ、ハモンド・オルガン
- ドナルド・ダン - ベース
- ジム・ケルトナー - ドラム
- オスカー・バターワース - ドラム
- リンダ・ロンシュタット - ヴォーカル
- エミルー・ハリス - ヴォーカル

制作スタッフ
- ゲイリー・バーデン、ジェニス・ヘオ - アートディレクション＆デザイン
- アンバー・ヤング、ペギ・ヤング - 写真
- エリオット・ロバーツ - ディレクション
- ティム・マリガン - 録音（1、3-9）、ミキシング、編集、マスタリング
- ジョン・ハウスマン - 録音アシスタント（1-6、8-10）
- ラリー・グリーンヒル - 録音（4-5）、ミキシング（5）
- ボビー・アーノルド - 録音アシスタント（4-5）
- ジム・ブレイディ - 録音アシスタント（7）
- ジョン・ノーランド - 録音（2、10）、ミキシング（1-4、6-10）
- デニー・パーセル - マスタリング